# Полиптих из Санта-Мария-делле-Грацие
«Полиптих из Санта-Мария-делле-Грацие» (итал. Polittico di Santa Maria delle Grazie) — картина итальянского живописца Винченцо Фоппа. Создана в 1500 году. Хранится в Пинакотеке Брера в Милане (в коллекцию доски поступали в 1811, 1901 и 1912 годах).

## Описание
Оригинальное обрамление полиптиха из церкви Санта-Мария-делле-Грацие в Бергамо было утеряно. Согласно последним исследованиям, полиптих был написан около 1500 года, что подтверждается характерным традиционным стилем, например, большим количеством золота.
Архитектурная композиция единая, что позволяет воспринимать доски комплексно. Фоппа строит два ряда с портиком и верхней лоджией, изображая в перспективе кессонный потолок и пол, на котором помещены святые. Сцена со стигматами святого Франциска в центре верхнего ряда происходит в сельской местности вблизи Эремо-делла-Верна: с любовью написанный пейзаж резко вторгается в архитектурное сооружение.
Главная сцена с Мадонной на троне разворачивается на фоне сводчатого помещения, выстроенного в перспективе. Необычный жест младенца, который прикасается к струнам лютни одного из ангелов, нарушает формальную строгость. Ансамбль дополняет алтарная ступень с изображением картин детства Иисуса и сверху с образом благословляющего Христа.